# Efectos del cambio climático en la biodiversidad vegetal

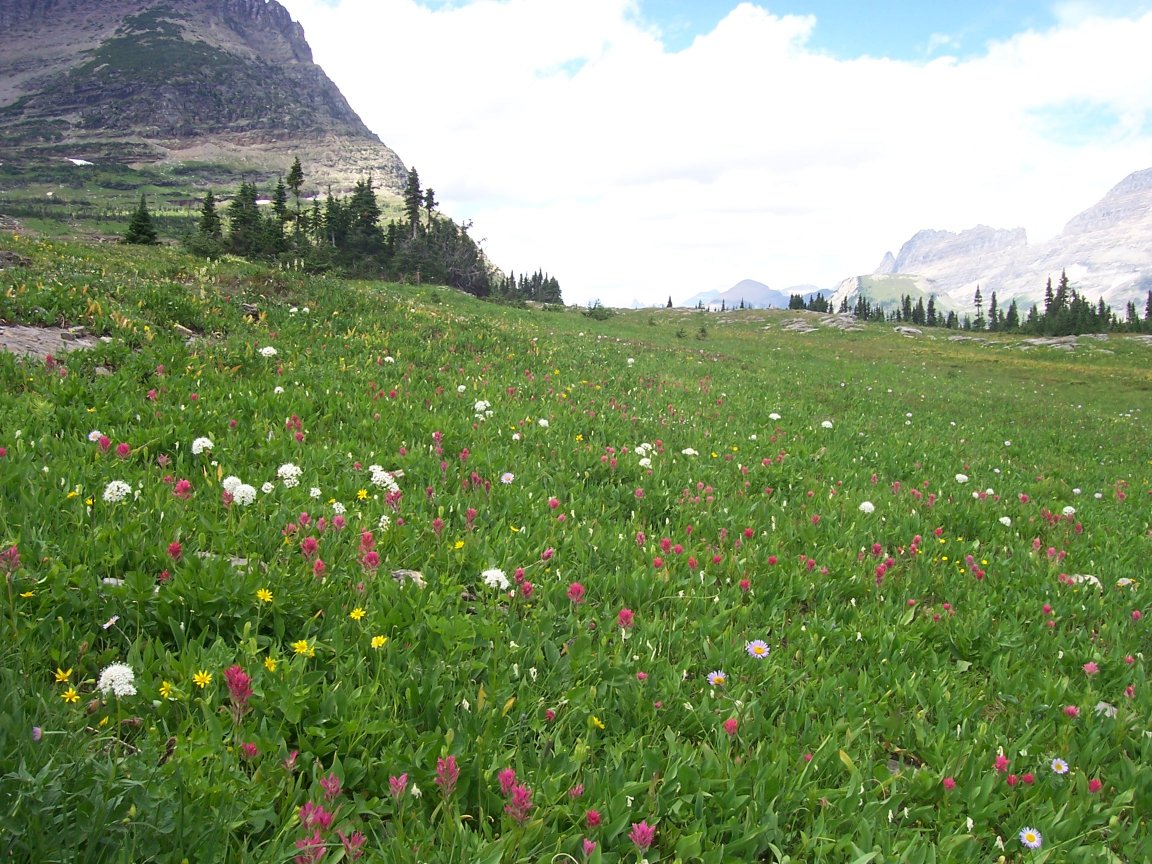
Flora alpina en Logan Pass, parque nacional Glacier, en Montana, Estados Unidos: Se espera que las plantas alpinas sean un grupo altamente susceptible a los impactos del cambio climático.

El cambio climático es cualquier cambio significativo a largo plazo en el patrón esperado, ya sea debido a la variabilidad natural o como resultado de la actividad humana. Las condiciones ambientales juegan un papel clave en la definición de la función y distribución de las plantas, en combinación con otros factores. Se sabe que los cambios en las condiciones ambientales a largo plazo que pueden denominarse colectivamente cambio climático han tenido un impacto enorme en los patrones actuales de diversidad vegetal; Se esperan más impactos en el futuro. Se prevé que el cambio climático seguirá siendo uno de los principales impulsores de los patrones de biodiversidad en el futuro. Las acciones humanas están desencadenando actualmente la sexta extinción masiva importante que ha visto nuestra Tierra, cambiando la distribución y abundancia de muchas plantas.

## Contexto paleo

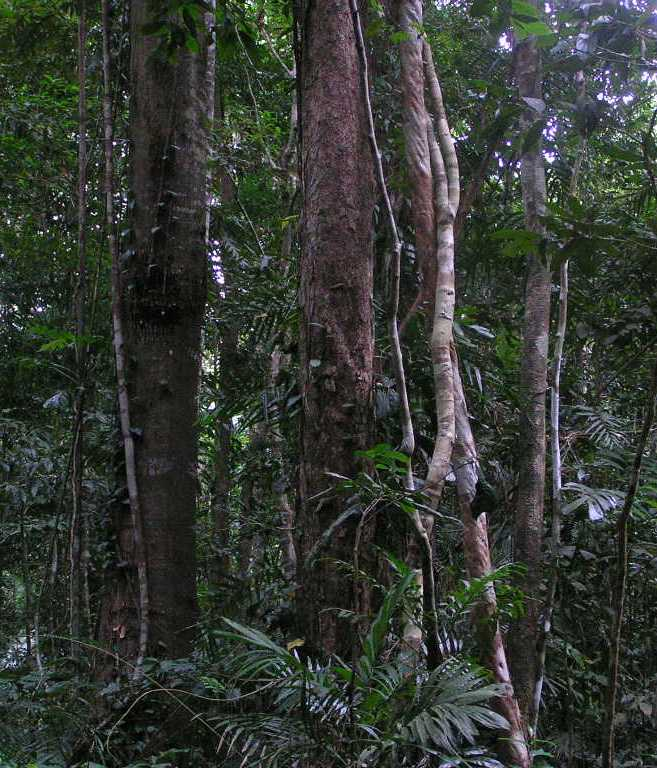
Selva tropical australiana: un ecosistema que se sabe que se ha contraído significativamente en el área durante el tiempo geológico reciente como resultado de los cambios climáticos.

Mapa de distribuciones de la vegetación global durante el último máximo glacial

La Tierra ha experimentado un clima en constante cambio desde que las plantas evolucionaron por primera vez. En comparación con la actualidad, esta historia ha visto a la Tierra como más fría, más cálida, más seca y más húmeda, y las concentraciones de CO2 (dióxido de carbono) han estado tanto más altas como más bajas. Estos cambios se han reflejado en el cambio constante de la vegetación, por ejemplo, las comunidades forestales que dominan la mayoría de las áreas en los períodos interglaciares y las comunidades herbáceas que dominan durante los períodos glaciares. Se ha demostrado que el cambio climático pasado ha sido uno de los principales impulsores de los procesos de especiación y extinción. El ejemplo más conocido de esto es el Colapso de la Selva Tropical Carbonífera que ocurrió hace 350 millones de años; este evento diezmó las poblaciones de anfibios y estimuló la evolución de los reptiles.[cita requerida]

## Contexto moderno
Existe un gran interés en la actualidad y la investigación se centra en el fenómeno de los cambios climáticos antropogénicos recientes o el calentamiento global. La atención se centra en identificar los impactos actuales del cambio climático en la biodiversidad y predecir estos efectos en el futuro.
Las variables climáticas cambiantes relevantes para la función y distribución de las plantas incluyen el aumento de CO2, temperaturas globales crecientes, patrones de precipitación alterados y cambios en el patrón de eventos climáticos 'extremos' como ciclones, incendios o tormentas. La distribución de especies altamente variable ha resultado de diferentes modelos con cambios bioclimáticos variables.
Debido a que las plantas individuales y, por lo tanto, las especies solo pueden funcionar fisiológicamente y completar con éxito sus ciclos de vida en condiciones ambientales específicas (idealmente dentro de un subconjunto de estas), es probable que los cambios en el clima tengan impactos significativos en las plantas desde el nivel del individuo hasta el nivel del ecosistema o bioma.[cita requerida]

### Efectos del CO2

Incrementos recientes del CO_{2} atmosférico.

Las concentraciones de CO2 han aumentado constantemente durante más de dos siglos. Los aumentos en las concentraciones de CO2 atmosférico afectan la forma en que las plantas realizan la fotosíntesis, lo que resulta en aumentos en la eficiencia del uso del agua de las plantas, una mayor capacidad fotosintética y un mayor crecimiento. El aumento de CO2 se ha relacionado con el "espesamiento de la vegetación" que afecta la estructura y función de la comunidad vegetal Dependiendo del medio ambiente, existen respuestas diferenciales al CO2 atmosférico elevado entre los principales "tipos funcionales" de plantas, como las plantas C3 y C4, o especies más o menos leñosas; que tiene el potencial, entre otras cosas, de alterar la competencia entre estos grupos. El aumento de CO2 también puede conducir a un aumento en las proporciones de Carbono:Nitrógeno en las hojas de las plantas o en otros aspectos de la química de las hojas, posiblemente cambiando la nutrición de los herbívoros. Los estudios muestran que las concentraciones duplicadas de CO2 mostrarán un aumento en la fotosíntesis en las plantas C3 pero no en las plantas C4. Sin embargo, también se muestra que las plantas C4 pueden persistir en la sequía mejor que las plantas C3.

#### Efectos de la temperatura

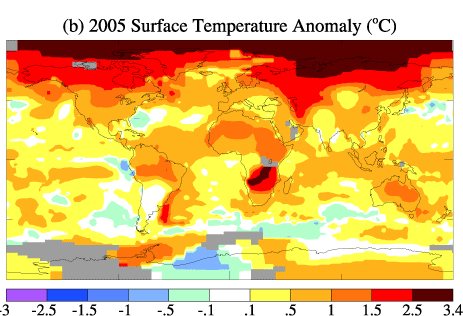
Anomalía de la temperatura superficial anual mundial en 2005, en relación con la media de 1951-1980

Los aumentos de temperatura elevan la velocidad de muchos procesos fisiológicos, como la fotosíntesis en las plantas, hasta un límite superior, según el tipo de planta. Estos aumentos en la fotosíntesis y otros procesos fisiológicos son impulsados por mayores tasas de reacciones químicas y aproximadamente una duplicación de las tasas de conversión de productos enzimáticos por cada 10 °C aumento de temperatura. Las temperaturas extremas pueden ser dañinas cuando están más allá de los límites fisiológicos de una planta, lo que eventualmente conducirá a tasas de desecación más altas.[cita requerida]
Una hipótesis común entre los científicos es que cuanto más cálida es un área, mayor es la diversidad de plantas. Esta hipótesis se puede observar en la naturaleza, donde una mayor biodiversidad vegetal se encuentra a menudo en ciertas latitudes (que a menudo se correlaciona con un clima/temperatura específicos).

#### Efectos del agua

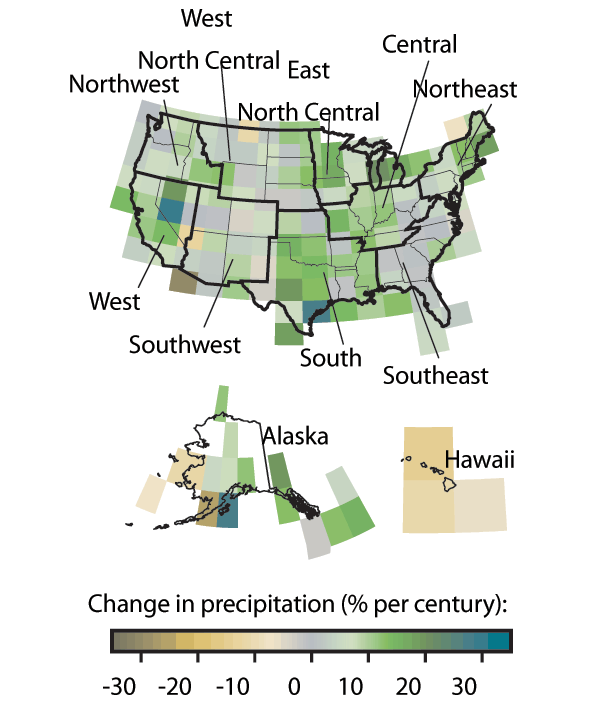
Tendencias de las precipitaciones en los Estados Unidos, desde el período 1901-2005. En algunas áreas, las lluvias han aumentado en el último siglo, mientras que algunas áreas se han secado.

Dado que el suministro de agua es fundamental para el crecimiento de las plantas, juega un papel clave en la determinación de la distribución de las plantas. Se predice que los cambios en la precipitación serán menos consistentes que los de la temperatura y más variables entre las regiones, con predicciones de que algunas áreas se volverán mucho más húmedas y otras mucho más secas. Un cambio en la disponibilidad de agua mostraría una correlación directa con las tasas de crecimiento y la persistencia de las especies de plantas en esa región.
Con eventos de lluvia menos consistentes y más intensos, la disponibilidad de agua tendrá un impacto directo en la humedad del suelo en un área. Una disminución de la humedad del suelo tendrá impactos negativos en el crecimiento de las plantas, cambiando la dinámica del ecosistema en su conjunto. Las plantas dependen no solo de la lluvia total durante la temporada de crecimiento, sino también de la intensidad y magnitud de cada evento de lluvia.

#### Efectos generales
Las variables ambientales no actúan de forma aislada, sino en combinación con otras presiones como la degradación del hábitat, la pérdida del hábitat y la introducción de especies exóticas que potencialmente pueden ser invasoras. Se sugiere que estos otros impulsores del cambio de la biodiversidad actuarán en sinergia con el cambio climático para aumentar la presión sobre las especies para sobrevivir. A medida que estos cambios se suman, se predice que nuestros ecosistemas en general se verán muy diferentes de lo que son hoy.

## Impactos directos del cambio climático

### Cambio en distribuciones

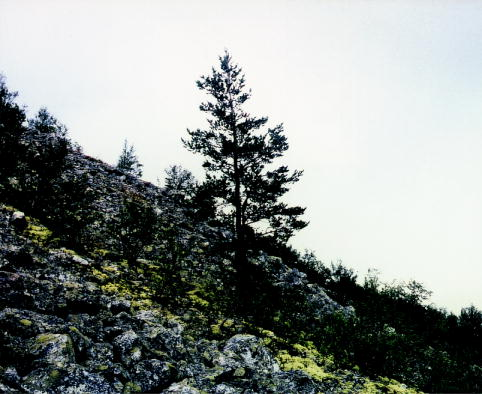
Pino que representa una elevación del límite de árboles de 105 m durante el período 1915-1974. Nipfjället, Suecia

Si los factores climáticos como la temperatura y la precipitación cambian en una región más allá de la tolerancia de la plasticidad fenotípica de una especie, entonces cambios en la distribución de la especie pueden ser inevitables. Ya existe evidencia de que las especies de plantas están cambiando sus rangos de altitud y latitud como respuesta a los cambios climáticos regionales. Sin embargo, es difícil predecir cómo cambiarán los rangos de especies en respuesta al clima y separar estos cambios de todos los demás cambios ambientales provocados por el hombre, como la eutrofización, la lluvia ácida y la destrucción del hábitat.
En comparación con las tasas de migración pasadas de especies de plantas informadas, el rápido ritmo del cambio actual tiene el potencial de no solo alterar la distribución de las especies, sino también hacer que muchas especies no puedan seguir el clima al que están adaptadas. Las condiciones ambientales requeridas por algunas especies, como las de las regiones alpinas, pueden desaparecer por completo. Es probable que el resultado de estos cambios sea un rápido aumento del riesgo de extinción. La adaptación a nuevas condiciones también puede ser de gran importancia en la respuesta de las plantas.
Sin embargo, predecir el riesgo de extinción de las especies vegetales no es fácil. Las estimaciones de períodos particulares de rápido cambio climático en el pasado han mostrado relativamente poca extinción de especies en algunas regiones, por ejemplo. El conocimiento de cómo las especies pueden adaptarse o persistir frente a cambios rápidos es todavía relativamente limitado.
Los cambios en la idoneidad de un hábitat para una especie impulsan cambios de distribución no sólo al cambiar el área que una especie puede tolerar fisiológicamente, sino también la eficacia con la que puede competir con otras plantas dentro de esta área.[cita requerida] Por lo tanto, los cambios en la composición de la comunidad también son un producto esperado del cambio climático.

### Cambios en los ciclos de vida (fenología)
El tiempo de los eventos fenológicos como la floración a menudo está relacionado con variables ambientales como la temperatura. Por lo tanto, se espera que los entornos cambiantes conduzcan a cambios en los eventos del ciclo de vida, y estos se han registrado para muchas especies de plantas. Estos cambios tienen el potencial de conducir a la asincronía entre especies o de cambiar la competencia entre plantas. Los tiempos de floración en las plantas británicas, por ejemplo, han cambiado, lo que ha llevado a que las plantas anuales florezcan antes que las plantas perennes y las plantas polinizadas por insectos florezcan antes que las plantas polinizadas por el viento; con posibles consecuencias ecológicas. Un estudio publicado recientemente ha utilizado datos registrados por el escritor y naturalista Henry David Thoreau para confirmar los efectos del cambio climático en la fenología de algunas especies en el área de Concord, Massachusetts.

### Diversidad genética
La riqueza y la uniformidad de las especies juegan un papel clave en la rapidez y la productividad con que un ecosistema puede adaptarse al cambio. Al aumentar la posibilidad de un cuello de botella en la población a través de eventos climáticos más extremos, la diversidad genética en la población disminuiría drásticamente. Dado que la diversidad genética es uno de los principales contribuyentes de cómo puede evolucionar un ecosistema, el ecosistema sería mucho más susceptible de ser aniquilado, ya que cada individuo sería similar al siguiente. La ausencia de mutaciones genéticas y la disminución de la riqueza de especies aumenta significativamente la posibilidad de extinción.
La alteración del medio ambiente ejerce presión sobre una planta para aumentar su plasticidad fenotípica, lo que hace que las especies cambien más rápido de lo previsto. Estas respuestas plásticas ayudarán a las plantas a responder a un entorno que cambia rápidamente. Comprender cómo cambian las especies nativas en respuesta al medio ambiente ayudará a obtener conclusiones sobre cómo reaccionarán las relaciones mutualistas.

## Impactos indirectos del cambio climático
Es probable que todas las especies se vean afectadas directamente por los cambios en las condiciones ambientales discutidos anteriormente, y también indirectamente a través de sus interacciones con otras especies. Si bien los impactos directos pueden ser más fáciles de predecir y conceptualizar, es probable que los impactos indirectos sean igualmente importantes para determinar la respuesta de las plantas al cambio climático. Una especie cuya distribución cambia como resultado directo del cambio climático puede 'invadir' el área de distribución de otra especie o 'ser invadida', por ejemplo, introduciendo una nueva relación competitiva o alterando otros procesos como el secuestro de carbono.
En Europa, los efectos de la temperatura y las precipitaciones debidos al cambio climático pueden afectar indirectamente a determinadas poblaciones de personas. El aumento de las temperaturas y la falta de precipitaciones dan como resultado diferentes llanuras aluviales fluviales, que reducen las poblaciones de personas sensibles al riesgo de inundaciones.
El rango de un hongo simbiótico asociado con las raíces de las plantas puede cambiar directamente como resultado de un clima alterado, lo que resulta en un cambio en la distribución de la planta.
Una nueva hierba puede extenderse a una región, alterando el régimen de incendios y cambiando en gran medida la composición de las especies.[cita requerida]
Un patógeno o parásito puede cambiar sus interacciones con una planta, como un hongo patógeno que se vuelve más común en un área donde aumentan las lluvias.[cita requerida]
El aumento de las temperaturas puede permitir que los herbívoros se expandan aún más hacia las regiones alpinas, lo que afectará significativamente la composición de los campos de hierbas alpinas.[cita requerida]

## Cambios a nivel superior
Las especies responden de formas muy diferentes al cambio climático. La variación en la distribución, fenología y abundancia de especies conducirá a cambios inevitables en la abundancia relativa de especies y sus interacciones. Estos cambios continuarán afectando la estructura y función de los ecosistemas. Los patrones de migración de las aves ya están mostrando un cambio en volar hacia el sur antes y, al regresar antes, esto podría afectar con el tiempo al ecosistema en general. Si las aves se van antes, esto disminuiría las tasas de polinización de algunas plantas con el tiempo. La observación de las migraciones de aves es una prueba más del cambio climático, que daría lugar a que las plantas florezcan en diferentes momentos.
Con ciertas especies de plantas que tienen una desventaja con un clima más cálido, sus insectos herbívoros también pueden verse afectados. La temperatura afectará directamente la diversidad, la persistencia y la supervivencia tanto de las plantas como de sus insectos herbívoros. A medida que estos insectos herbívoros disminuyan, también lo harán los niveles más altos de especies que se alimentan de esos insectos.[cita requerida]

## Desafíos de modelar impactos futuros
Las predicciones precisas de los impactos futuros del cambio climático en la diversidad vegetal son fundamentales para el desarrollo de estrategias de conservación. Estas predicciones provienen en gran parte de estrategias bioinformáticas, que involucran el modelado de especies individuales, grupos de especies como 'tipos funcionales', comunidades, ecosistemas o biomas.[cita requerida] También pueden involucrar el modelado de especies de nichos ambientales observados o procesos fisiológicos observados.
Aunque es útil, el modelado tiene muchas limitaciones. En primer lugar, existe incertidumbre sobre los niveles futuros de emisiones de gases de efecto invernadero que impulsan el cambio climático y una considerable incertidumbre en la modelación cómo afectará esto a otros aspectos del clima, como las precipitaciones o las temperaturas locales. Para la mayoría de las especies, se desconoce la importancia de las variables climáticas específicas para definir la distribución (por ejemplo, precipitación mínima o temperatura máxima). También es difícil saber qué aspectos de una variable climática particular son más relevantes desde el punto de vista biológico, como las temperaturas promedio frente a las máximas o mínimas. Los procesos ecológicos como las interacciones entre especies y las velocidades y distancias de dispersión también son intrínsecamente complejos, lo que complica aún más las predicciones.
La mejora de los modelos es un área activa de investigación, con nuevos modelos que intentan tener en cuenta factores como los rasgos del ciclo de vida de las especies o procesos como la migración al predecir cambios en la distribución; aunque se reconocen posibles compensaciones entre precisión regional y generalidad.
También se prevé que el cambio climático interactúe con otros impulsores del cambio de la biodiversidad, como la destrucción y fragmentación del hábitat o la introducción de especies foráneas. Es posible que estas amenazas actúen en sinergia para aumentar el riesgo de extinción del observado en períodos de rápido cambio climático en el pasado.